# ناردو
ناردو (به ایتالیایی: Nardò) یک کومونه در ایتالیا است که در استان لچه واقع شده‌است.

## خصوصیات
ناردو ۱۹۰ کیلومترمربع مساحت و ۳۱٬۱۸۵ نفر جمعیت دارد و ۴۵ متر بالاتر از سطح دریا واقع شده‌است.

## خواهرخوانده
شهرهای اتری (ابروتسو) و کونورسانو خواهرخوانده‌های ناردو هستند.

## نگارخانه

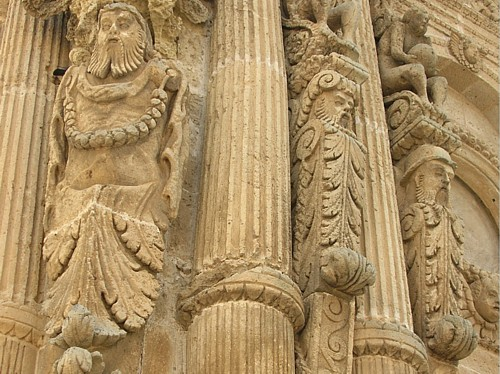